# ماتسودونو موتوفوسا
ماتسودونو موتوفوسا، فوجیوارا نو موتوفوسا (به ژاپنی: Matsudono Motofusa); ۱ ژانویهٔ ۱۱۴۴ – ۱ فوریهٔ ۱۲۳۱) یک نایب‌السلطنه (فهرست کانپاکو و سشو در ژاپن) در خدمت امپراتور روکوجو و امپراتور تاکاکورا در اواخر قرن دوازدهم میلادی اهل ژاپن بود.